# Ashi Tshering Pem Wangchuck
Ashi Tshering Pem Wangchuck (født 22. december 1957) er dronning af Bhutan, gift med Jigme Singye Wangchuck, der frem til 2006 var konge af Bhutan. 
Hun er tredje datter af Yab Dasho Ugyen Dorji og Yum Thuiji Zam.
Hun er mor til:
- Ashi Chimi Yangzom
- Ashi Kesang Choden
- Ugyen Jigme Wangchuck

## Eksternt link
- HM Queen Ashi Tshering Pem Wangchuck Visits in Switzerland